# Gulf-Air-Flug 072
Der Gulf-Air-Flug 072 (Flugnummer IATA: GF072, ICAO: GFA072) war ein planmäßiger abendlicher Flug der bahrainischen Fluggesellschaft Gulf Air von Kairo nach Bahrain. Am 23. August 2000 ereignete sich auf diesem Flug der Flugunfall eines Airbus A320-212 (A4O-EK), bei dem alle 143 Menschen an Bord getötet wurden.
Mit Stand April 2020 handelt es sich um den schwersten Flugunfall in Bahrain. Für das kleine Emirat handelte es sich um den ersten tödlichen Flugunfall seit mehr als 50 Jahren. Bis zum Flugunfall auf dem TAM-Linhas-Aéreas-Flug 3054 im Jahr 2007 handelte es sich zudem um den schwersten Zwischenfall mit einem Airbus A320.

## Flugzeug
Bei dem verunglückten Flugzeug handelte es sich um einen Airbus A320-212, der zum Zeitpunkt des Unfalls sechs Jahre und drei Monate alt war. Es handelte sich um den 481. Airbus A320 aus laufender Produktion. Die Maschine wurde im Werk von Airbus in Toulouse, Frankreich endmontiert und absolvierte ihren Erstflug mit dem Testkennzeichen F-WWIE am 16. März 1994, ehe sie am 29. September 1994 neu an die Gulf Air ausgeliefert wurde. Die Maschine wurde mit dem omanischen Luftfahrzeugkennzeichen A4O-EK zugelassen, mit dem sie bis zuletzt in Betrieb blieb. Das zweistrahlige Schmalrumpfflugzeug war mit zwei Triebwerken des Typs CFMI-CFM56-5A3 ausgestattet. Zum Zeitpunkt des Unfalls hatte die Maschine eine kumulierte Betriebsleistung von 17.370 Betriebsstunden bei 13.990 Starts und Landungen absolviert.

## Besatzung
Es befand sich eine achtköpfige Besatzung an Bord der Maschine, bestehend aus einem Flugkapitän, einem Ersten Offizier und sechs Flugbegleiterinnen und Flugbegleitern.
Der 37-jährige Flugkapitän Ihsan Shakeeb war bahrainischer Staatsbürger. Er heuerte im Jahr 1979 als Pilotenschüler bei der Gulf Air an. Im Jahr 1994 wurde er in den Rang des Ersten Offiziers an Bord der Lockheed L-1011 Tristar und dann der Boeing 767 befördert. Im Jahr 1998 wurde er Erster Offizier an Bord des Airbus A320; seit 2000 war er Kapitän dieses Flugzeugtyps. Shakeeb verfügte über 4.416 Stunden Flugerfahrung, von denen er 1.083 Stunden an Bord des Airbus A320 absolviert hatte, davon wiederum 86 Stunden in der Funktion des Flugkapitäns.
Der 25-jährige Erste Offizier Khalaf Al Alawi war omanischer Staatsbürger. Er fing im Jahr 1999 als Pilotenschüler bei der Gulf Air an und war seit dem Jahr 2000 Erster Offizier an Bord des Airbus A320. Al Alawi verfügte über 608 Stunden Flugerfahrung, von denen er 408 Stunden im Cockpit des Airbus A320 absolviert hatte.
Die sechs Flugbegleiter stammten aus Bahrain, Ägypten, Indien, Polen, Marokko und von den Philippinen.

## Passagiere
Den Flug von Kairo nach Bahrain hatten 135 Passagiere angetreten, die aus 14 Ländern stammten. Gemeinsam mit den Besatzungsmitgliedern waren unter den Insassen damit 18 Nationen vertreten. Es wurden zudem die Überreste eines ungeborenen Kindes gefunden, das nicht in die Opferzahl eingerechnet wurde.
| Staatsangehörigkeit          | Passagiere | Besatzung | Gesamt |
| ---------------------------- | ---------- | --------- | ------ |
| Ägypten                      | 63         | 1         | 64     |
| Bahrain                      | 34         | 2         | 36     |
| Saudi-Arabien                | 12         | -         | 12     |
| Palästina                    | 9          | -         | 9      |
| Vereinigte Arabische Emirate | 6          | -         | 6      |
| Volksrepublik China          | 3          | -         | 3      |
| Vereinigtes Königreich       | 2          | -         | 2      |
| Australien                   | 1          | -         | 1      |
| Kanada                       | 1          | -         | 1      |
| Kuwait                       | 1          | -         | 1      |
| Oman                         | 1          | 1         | 2      |
| Südkorea                     | 1          | -         | 1      |
| Sudan                        | 1          | -         | 1      |
| Vereinigte Staaten           | 1          | -         | 1      |
| Indien                       | -          | 1         | 1      |
| Marokko                      | -          | 1         | 1      |
| Philippinen                  | -          | 1         | 1      |
| Polen                        | -          | 1         | 1      |
| Gesamt                       | 135        | 8         | 143    |

## Unfallhergang
Die Maschine startete um 16:52 Uhr Ortszeit mit 135 Passagieren und acht Besatzungsmitgliedern an Bord in Kairo. Im Anflug auf den Flughafen Bahrain erhielt die Besatzung die Freigabe zur Landung auf Bahn 12. Als die Piloten die Landebahn erblickten, schalteten sie den Autopiloten ab. Etwa eine Seemeile vor der Landebahn, in einer Höhe von 600 Fuß und bei einer Geschwindigkeit von 185 Meilen pro Stunde (ca. 298 km/h) baten die Piloten um eine Freigabe zum Fliegen einer 360-Grad-Kurve, da die Maschine sich im kritischen Moment zu hoch für einen sicheren Anflug befand und zudem zu schnell war. Die Erlaubnis wurde erteilt und die Piloten leiteten eine Linkskurve ein. Die Piloten führten den Kurvenflug sehr eng aus, die Maschine nahm dabei einen Rollwinkel von 36 Grad ein. Gleichzeitig wurden die Auftriebshilfen voll ausgefahren und die Landecheckliste abgearbeitet. Der Fluglotse erlaubte einen Steigflug auf 2500 Fuß bei einem Kurs von 300 Grad, wobei die Maschine für einen weiteren Anflug ausgerichtet werden sollte. Die Fluggeschwindigkeit erhöhte sich auf 185 Knoten (ca. 342 km/h) und die Maschine begann mit einem Nickwinkel von fünf Grad auf eine Flughöhe von 1.000 Fuß zu steigen. Während der Kurve begann die Maschine plötzlich aus einer Höhe von 1.000 Fuß mit einem negativen Nickwinkel von −15 Grad zügig zu sinken. Kurz darauf ertönte das Ground Proximity Warning System (GPWS). Der Flugkapitän gab die Anweisung zum Einfahren der Auftriebshilfen und bewegte den Sidestick nach hinten. Kurz darauf schlug die Maschine mit einer Fluggeschwindigkeit von 280 Knoten (ca. 519 km/h) und einem negativen Nickwinkel von −6,5 Grad zwei Kilometer nördlich des Flughafens im flachen Wasser des Persischen Golfs auf. Bei dem Aufprall wurden alle Insassen der Maschine getötet.

## Unfalluntersuchung
Als Unfallursache wurde ein Zusammenspiel einer Reihe von Faktoren festgestellt. Von wesentlicher Bedeutung war, dass die Besatzung der Maschine während der Kurve einer optischen Täuschung erlegen war. Der Kapitän glaubte, die Maschine würde während der Kurve einen allzu steilen Nickwinkel annehmen, und richtete die Flugzeugnase nach unten aus, wodurch er die Maschine erst ins Meer lenkte, sodass es zu einem Controlled flight into water kam. Ferner wurde bemängelt, dass sich die Piloten nicht an Standardprozeduren hielten, indem sie den ersten Anflug zu hoch und mit einer zu hohen Geschwindigkeit ausführten, dass sie nicht versuchten, den Anflug zu stabilisieren, dass sie in der Nähe der Landebahn und in geringer Höhe versuchten, eine 360-Grad-Kurve zu fliegen, anstatt das vorschriftsmäßige Verfahren für Kurvenflüge durchzuführen. Obwohl es zu einer Reihe von Abweichungen von den Standardflugparametern und dem standardmäßigen Anflugprofil gekommen war, hatte der Erste Offizier diese nicht ausgerufen oder versucht, den Kapitän auf die Abweichungen aufmerksam zu machen. Entsprechendes wäre gemäß den Standardprozeduren vorgeschrieben gewesen. Trotz der wiederholten GPWS-Warnungen schien weder der Kapitän noch der Erste Offizier die Gefahr einer Kollision mit dem Boden richtig einzuschätzen oder die Cockpitmitglieder versäumten es, angemessen auf die Warnungen zu reagieren. In Bezug auf die Fluggesellschaft wurde ein mangelndes Berücksichtigen eines effektiven Crew Resource Managements in der Pilotenausbildung bemängelt. Die Schulungsprogramme für den Betrieb des Airbus A320 waren ineffizient, wenn es um die Befolgung von Standardprozeduren sowie die Reaktion auf einen bevorstehenden Controlled flight into terrain beziehungsweise auf Warnmeldungen des GPWS ging. Die Fluggesellschaft habe in den drei Jahren vor dem Unfall auf Beanstandungen der Flugsicherheitsbehörde sehr verzögert reagiert und angeordnete Korrekturmaßnahmen in kritischen Bereichen nicht oder nur schleppend umgesetzt.